# Rhacocarpus excisus
Rhacocarpus excisus är en bladmossart som beskrevs av Jean Édouard Gabriel Narcisse Paris 1898. Rhacocarpus excisus ingår i släktet Rhacocarpus och familjen Hedwigiaceae. Inga underarter finns listade i Catalogue of Life.